# Ložisko

Ilustrační nákres kuličkového ložiska s děleným vnitřním kroužkem.

Ložisko je součást technického zařízení, které umožňuje snížení tření při vzájemném otáčivém nebo posuvném pohybu strojních dílů. Jeho historie se vyvíjí již od vynálezu kola (kluzné ložisko). Použití valivého ložiska v mlýnech významně zvýšilo výkonnost mletí.

## Historie ložiska
První zpráva pochází z antiky. Použil ho Řek Diadés kolem roku 330 př. n. l.

## Základní dělení ložisek

### Podle druhu pohybu
- Rotační
- Lineární (neotáčí se, ale posouvá)

### Podle principu

#### Kluzná ložiska
- Pneumatické (hybná část je na vzduchovém polštáři)
- Hydraulické (hybná část je na kapalinovém polštáři)
  - Hydrostatické
  - Hydrodynamické

#### Valivá ložiska
- Kuličková
- Válečková
- Jehlová
- Soudečková
- Kuželíková

#### Magnetická ložiska
- Aktivní
- Pasivní

### Podle směru přenášené síly
- Axiální (většina sil působí ve směru osy otáčení)
- Radiální (většina sil působí kolmo na osu)